# Droits LGBT en république démocratique du Congo
Les personnes lesbiennes, gay, bisexuelles et transgenres (LGBT) en république démocratique du Congo peuvent faire face à des difficultés légales que ne connaissent pas les résidents non-LGBT. Les relations homosexuelles ne sont pas spécifiquement criminalisées en république démocratique du Congo, mais les lois sur la bonne moralité peuvent être appliquées aux relations homosexuelles.

## Lois contre l'homosexualité
L'homosexualité n'est pas directement mentionnée comme étant un acte criminel dans le code pénal, toutefois, l'article 176 spécifie que tout actes ou offenses qui outrage “publiquement” les mœurs peut être punie d'une sentence de huit jours à trois ans d'emprisonnement ferme. Il y a donc un flou juridique qui se caractérise par l’opinion répandue selon laquelle ce type de relation ne peut pas sortir du cadre strictement privé. 
Un projet de loi contre l'homosexualité est examiné le 22 octobre 2010.
En juin 2024, le ministre de la Justice et le procureur général souhaite poursuivre les « auteurs des actes homosexuels » malgré l'absence de loi à ce sujet.

## Reconnaissance des couples homosexuels
Il n'y a pas de reconnaissance légale des couples homosexuels. Le premier paragraphe de l'article 40, dans l'actuelle Constitution de la république démocratique du Congo, affirme que "tout individu a le droit de se marier avec la personne de son choix, de sexe opposé, et de fonder une famille".

## Protection contre les discriminations
Il n'y a aucune loi protégeant contre les discriminations fondées sur l'orientation sexuelle.